# 越前大野駅

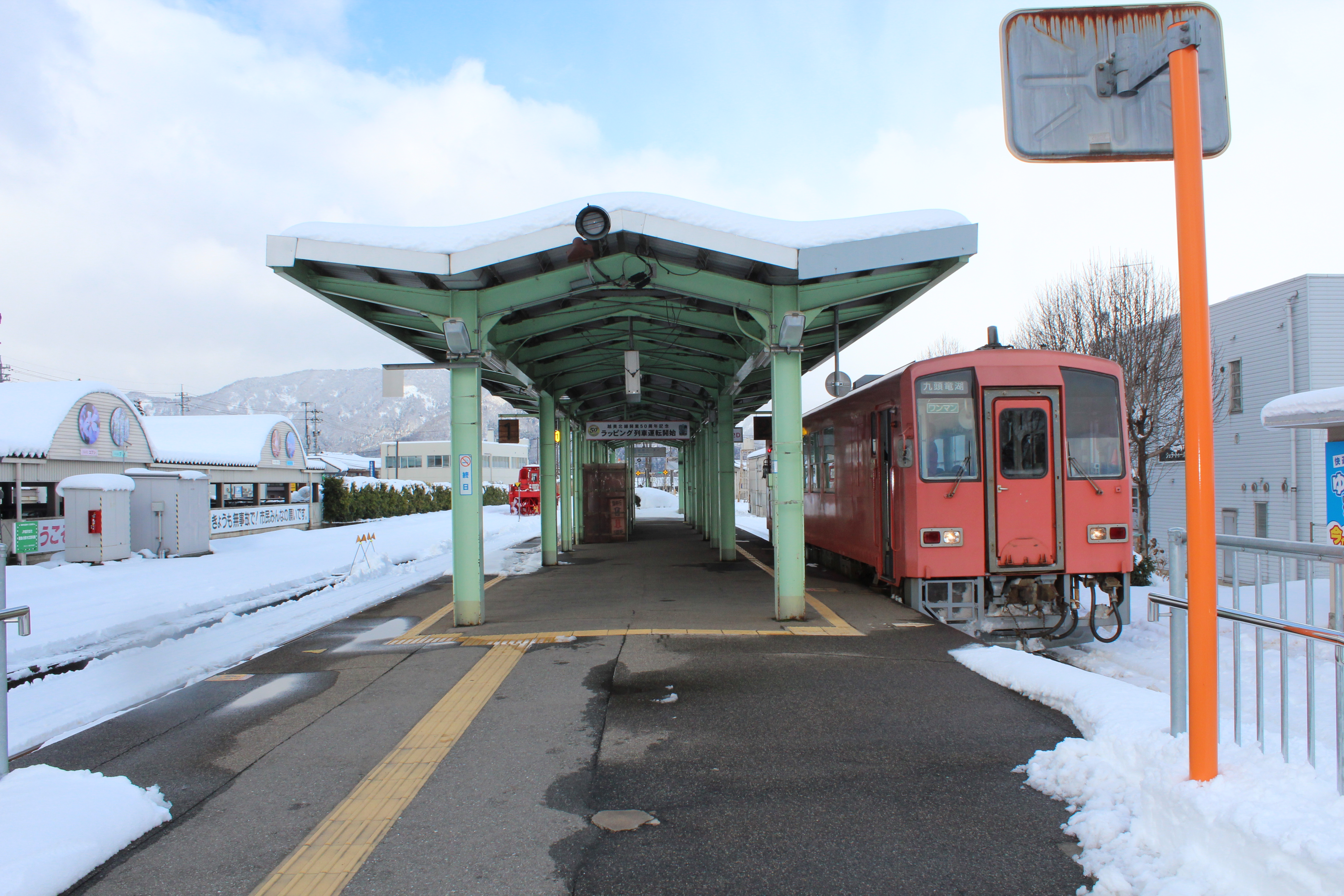
ホーム（2013年）

越前大野駅（えちぜんおおのえき）は、福井県大野市弥生町にある、西日本旅客鉄道（JR西日本）越美北線（九頭竜線）の駅である。

## 歴史
- 1960年（昭和35年）12月15日：国鉄越美北線越前花堂駅 - 勝原駅間開通時に開設[1][4]。旅客・貨物取扱開始。

福島県に大野駅が既にあったため、「越前」を冠した。
- 1968年（昭和43年）10月2日：昭和天皇・香淳皇后が第23回国民体育大会に合わせて県内を行幸啓。当駅発福井駅行お召し列車運行[5]。
- 1982年（昭和57年）11月15日：貨物取扱廃止[6]。
- 1985年（昭和60年）3月14日：荷物扱い廃止[7]。
- 1987年（昭和62年）4月1日：国鉄分割民営化に伴い、JR西日本の駅となる[7]。
- 2004年（平成16年）
  - 7月18日：豪雨に伴い、越美北線全線運休。当駅も営業休止[8][9]。
  - 7月20日：当駅 - 九頭竜湖駅間運行再開、当駅も営業再開。
  - 9月11日：美山駅 - 当駅間運行再開[10]。

代行バス乗り場は駅前に置かれた。
- 2007年（平成19年）6月30日：最後まで不通であった一乗谷駅 - 美山駅間復旧に伴い、3年振りに越美北線全面再開[8][11]。
- 2008年（平成20年）6月1日：当駅にあった越前大野鉄道部が廃止、福井地域鉄道部管轄となる[8]。
- 2014年（平成26年）2月26日：この日限りでキヨスク閉店[12]。
- 2022年（令和4年）
  - 3月11日：この日限りでみどりの窓口営業終了[3][13]。
  - 3月12日：みどりの券売機プラス導入[3][13]。

## 駅構造
島式ホーム1面2線と側線数本を有する列車交換可能な地上駅。コンクリート平屋駅舎を備える。2003年、駅玄関前に木造平屋「やすらぎ空間」を増設した。駅舎とホームは九頭竜湖寄りにある構内踏切で連絡している。
金沢支社管理の直営駅。みどりの券売機プラスが設置されている。大野市の代表する駅で、当路線内では唯一駅員が配置されている（但し、ハピラインふくい線区間の福井駅は有人）。2008年5月31日までは越美北線の運営・管理を行う越前大野鉄道部が当駅にあったが、翌日の組織改正に伴い、同鉄道部は福井地域鉄道部に統合される形で廃止され、その福井地域鉄道部も北陸新幹線延伸・北陸本線部分廃止に伴う組織再編により2024年3月16日に廃止となった。
当駅以南に列車交換出来る駅が無いため、当駅 - 九頭竜湖駅間はJRでは数少なく、JR西日本管内では唯一のスタフ閉塞区間となっている。

### のりば
| ホーム | 路線      | 方向         | 行先     | 備考       |
| ------ | --------- | ------------ | -------- | ---------- |
| 1      | ■九頭竜線 | 上り         | 福井方面 | 交換時のみ |
| 2      | ■九頭竜線 | 上り         | 福井方面 |            |
| 下り   | ■九頭竜線 | 九頭竜湖方面 |          |            |

上表の路線名は旅客案内上の名称（愛称）で表記している。
以前より列車運転指令上では1番のりばが「上り本線」、2番のりばが「下り本線」となっているが、2番のりばが上下双方向の入線・出発に対応しており、かつ構内踏切を干渉しない線路配置となっていることもあるためか、通常は両方向共に2番のりばに停車する（福井方面からの折返し列車含む）。2020年時点、1番のりばに停車する列車は19時台1本のみである。
また、当駅で平日の朝1本が列車の連結を行って2両編成となり、2021年（令和3年）10月2日のダイヤ改正で廃止される前は朝10時台に当駅で2両編成を切り離し、九頭竜湖行きと折り返し福井行きとなる列車があった。

## 乗降客数
- 2011年度：640（人/日）
- 2012年度：625
- 2013年度：628
- 2014年度：582
- 2015年度：570
- 2016年度：514
- 2017年度：461
- 2018年度：468
- 2019年度：460 [19]

## 駅周辺
2011年3月より駅前広場再整備工事に着手、約8ヶ月の工事を経て、10月22日に新しい駅前広場が完成した。
- 大野市役所
- 結とぴあ（多田記念大野有終会館）
- 大野市立図書館
- 大野市歴史博物館
- 大野城
- 大野簡易裁判所
- 大野郵便局
- 大野神明郵便局
- 大野市文化会館
- 大野市立有終西小学校
- 大野市立有終東小学校
- 大野市立有終南小学校
- 大野市下庄小学校
- 奥越ふれあい公園
- 松田病院
- 本願清水イトヨの里

## バス路線等
各路線の詳細・運行ダイヤは、大野市公式サイト「大野市内の公共交通」を参照。
- 京福バス「越前大野駅」バス停留所
  - 46 勝山・大野線：福井勝山総合病院（勝山市）
  - 55・59 大野線：福井駅東口（福井市）
  - 58 大野線：済生会病院（福井市）
  - 46 勝山・大野線、55・58・59 大野線：ヴィオ
- 大野市営バス「越前大野駅」バス停留所
  - 和泉大野線：九頭竜湖駅
- まちなか循環バス（ゆう・ゆうバス）「越前大野駅」バス停留所
  - 北ルート：文化会館・奥越明成高校前・北大野駅口・大野市役所方面（循環）
  - 南ルート：大野市役所・大野高校前・篠座・神明町・美里町方面（循環）
- 乗合タクシー[注 1]「越前大野駅」
  - 大矢戸・乾側線
  - 森目・阪谷線
  - 友兼・蕨生線
  - 小山・木本堀兼線

## 隣の駅
西日本旅客鉄道（JR西日本）
■九頭竜線（越美北線）
北大野駅 - 越前大野駅 - 越前田野駅